# یانیکوو (استان اشوی‌داشکسیه)
یانیکوو (به لهستانی: Janików) یک منطقهٔ مسکونی در لهستان است که در گمینا اوژاروو واقع شده‌است. یانیکوو ۲۰۰ نفر جمعیت دارد.